# Say Uncle

Say Uncle est un film américain réalisé et interprété par Peter Paige en 2005, et dure 91 min. Il a été tourné entre Portland et Los Angeles.

## Synopsis
Paul Johnson est un jeune artiste peintre dont la vie va basculer dans la tristesse, lorsque son filleul, qu'il considère comme son fils, et autour duquel il a construit sa vie familiale, va quitter le pays avec ses parents qui doivent partir pour le Japon pour raisons professionnelles.
Paul est homosexuel, et assez maniéré, ce qui va lui porter préjudice quand il voudra reporter son affection en suspens sur d'autres enfants du quartier, en voulant faire du gardiennage d'enfants, et devant faire face à la méfiance, puis l'hostilité du voisinage, qui le soupçonne ouvertement de pédophilie,.

## Comédiens
- Peter Paige : Paul Johnson
- Kathy Najimy : Maggie Butler, la voisine méfiante
- Anthony Clark : Russel Trotter, l'ami secrètement amoureux
- Melanie Lynskey : Susan, la mère de Jim
- Gabrielle Union : Elise Carter, la voisine compréhensive
- Jim Ortlieb : David Berman, le patron "patron"